# Monticello (Flórida)
Monticello é a única cidade localizada no estado americano da Flórida, no condado de Jefferson, do qual é sede. Foi incorporada em 1861.

## Geografia
De acordo com o United States Census Bureau, a cidade tem uma área de 10,2 km², onde todos os 10,2 km² estão cobertos por terra.

### Localidades na vizinhança
O diagrama seguinte representa as localidades num raio de 40 km ao redor de Monticello.

## Demografia
Segundo o censo nacional de 2010, a sua população é de 2 506 habitantes e sua densidade populacional é de 244,34 hab/km². Possui 1 213 residências, que resulta em uma densidade de 118,27 residências/km².